# انيمورفس
انيمورفس (بالإنجليزية: Animorphs)‏ ، هي لعبة فيديو إلكترونية من نوع مغامرات، أنتجها شركة روني فن لتطوير ألعاب الفيديو، ونشرها شركة نينتندو عام 2000م.

## التطوير
تم تطوير اللعبة بواسطة الاستوديو الأمريكي Runny-Fun وتوزيعها بواسطة يوبي سوفت. لا يُعرف سوى القليل حاليًا عن تاريخ تطوير اللعبة.

## طريقة اللعب
يقوم اللاعب باللعب من خلال أربع مهام ، ولكن تم اكتشاف مهمة خامسة سرية في عام 2016. لا يمكن الوصول إلى هذه المهمة إلا عبر كلمة مرور مشفرة.

## وصلات خارجية
- IGN page
- GameSpot page